# Pascal Krauss
Pascal Krauss (ur. 19 kwietnia 1987 w Breisach am Rhein) – niemiecki zawodnik MMA walczący w kategorii półśredniej. Mistrz Cage Warriors w wadze półśredniej (2010). W latach 2010–2014 walczył dla największej organizacji MMA na świecie – UFC.

## Osiągnięcia

### Mieszane sztuki walki
- 2010: Mistrz Cage Warriors w wadze półśredniej

## Lista walk w MMA
| Wynik     | Bilans | Przeciwnik (bilans przed walką) | Rozstrzygnięcie                             | Runda | Czas | Rozgrywki                            | Data       | Miejsce              | Uwagi                                                                         |
| --------- | ------ | ------------------------------- | ------------------------------------------- | ----- | ---- | ------------------------------------ | ---------- | -------------------- | ----------------------------------------------------------------------------- |
| Przegrana | 11-2   | Hyun Gyu Lim (11-3-1)           | KO (kolano i ciosy pięściami)               | 1     | 3:58 | UFC 164                              | 31.08.2013 | Milwaukee            | Bonus za walkę wieczoru                                                       |
| Wygrana   | 11-1   | Mike Stumpf (11-3)              | Decyzja (jednogłośna)                       | 3     | 5:00 | UFC on Fox: Johnson vs. Dodson       | 26.01.2013 | Chicago              |                                                                               |
| Przegrana | 10-1   | John Hathaway (15-1)            | Decyzja (jednogłośna)                       | 3     | 5:00 | UFC on Fox: Diaz vs. Miller          | 05.05.2013 | East Rutherford      |                                                                               |
| Wygrana   | 10-0   | Mark Scanlon (7-1)              | Decyzja (jednogłośna)                       | 3     | 5:00 | UFC 122: Marquardt vs. Okami         | 13.11.2010 | Oberhausen           | Debiut w UFC. Bonus za walkę wieczoru                                         |
| Wygrana   | 9-0    | John Quinn (8-0)                | Poddanie (duszenie zza pleców)              | 2     | 4:47 | Cage Warriors 37: Right to Fight     | 22.05.2010 | Birmingham           | Zdobył wakujący pas mistrzowski Cage Warriors w wadze półśredniej. Main Event |
| Wygrana   | 8-0    | Srdjan Sekulic (5-0)            | TKO (ciosy pięściami)                       | 2     | 2:24 | World Freefight Challenge 9: Restart | 20.12.2009 | Lublana              |                                                                               |
| Wygrana   | 7-0    | Mehdi Mahouache (1-1)           | Poddanie (duszenie zza pleców)              | 1     | 4:23 | Fight Night Freiburg 2               | 10.10.2009 | Fryburg Bryzgowijski |                                                                               |
| Wygrana   | 6-0    | Gokmen Dalli (0-1)              | Poddanie (duszenie brado)                   | 2     | 4:33 | Shooto: Switzerland 6                | 09.09.2009 | Zurych               |                                                                               |
| Wygrana   | 5-0    | Dominique Stetefeld (4-6)       | Poddanie (duszenie zza pleców)              | 1     | 1:09 | La Onda: Fight Night Special 3       | 23.09.2009 | Halberstadt          |                                                                               |
| Wygrana   | 4-0    | Kamil Lipski (1-0)              | TKO (ciosy pięściami)                       | 2     | 2:33 | Hamburger Käfig: Second Strike       | 01.03.2009 | Hamburg              |                                                                               |
| Wygrana   | 3-0    | Kristian Ozimec (1-1)           | Poddanie (duszenie zza pleców)              | 1     | 3:24 | Fight Night Freiburg                 | 06.12.2008 | Fryburg Bryzgowijski |                                                                               |
| Wygrana   | 2-0    | Michael Heist (1-1)             | Poddanie (americana)                        | 1     | 4:45 | Gorilla Fight 2                      | 05.04.2008 | Mannheim             |                                                                               |
| Wygrana   | 1-0    | Manuel Sagmeister (0-0)         | Poddanie (dźwignia prosta na staw łokciowy) | 1     | 3:30 | This is Shido 3                      | 27.01.2008 | Loßburg              | Debiut w zawodowym MMA                                                        |